# من با تو ذوب میشم (فیلم)
من با تو ذوب میشم (به انگلیسی: I Melt with You) فیلمی محصول سال ۲۰۱۱ و به کارگردانی مارک پلینگتون است. در این فیلم بازیگرانی همچون توماس جین، جرمی پیون، راب لو، کریستیان مک‌کی، کارلا گوجینو، آریل کبل، ساشا گری و تام باور ایفای نقش کرده‌اند.